# HHP–8
A HHP–8 egy amerikai villamos mozdony, melyet a Bombardier Transportation és az Alstom cég fejlesztett ki. Becenevei: Bananas, Rhinos, Armadillos.
Az Amtrak Northeast Corridor vonalán közlekedik Boston és Washington, D.C. között. A mozdony neve a teljesítményére utaló High Horse Power 8000 név rövidítéséből született.
Néhány járművet a Maryland Rail Commuter (MARC) üzemeltet. Továbbá használja a Penn Line társaság is Perryville és Washington, D.C. között.
A HHP–8 nagyon hasonló az Acela Express vonófejéhez, csak zömökebb, rövidebb orrú, és mindkét végén vezetőállás található. Képes vontatni az Acela Express kocsijait, olyankor az utolsó kocsi az Acela Express vezérlőkocsija.
Helyüket 2013-tól a Siemens Amtrak ACS-64 sorozata vette át.

## Amtrak átalakítás vezérlőkocsikká
Annak érdekében, hogy meghosszabbítsa meglévő flottájának élettartamát az Airo flotta megérkezéséig, az Amtrak 2023-ban megkezdte egy átalakított HHP-8 mozdony vezérlőkocsiként való tesztelését. Ezeket az átalakított egységeket HHP-8C jelöléssel látják el.
A projekt eredetileg két mozdony átalakítását célozta meg az Ethan Allen Express szolgáltatás 2022-es bővítése érdekében. Az első átalakítás (eredetileg 691-es számú, kezdetben 90691-re, majd később 9750-re átnevezett) kezdeti nehézségekbe ütközött, de végül sikeres volt. 2024 júliusától az Amtrak fontolgatja a program kiterjesztését, hogy összesen nyolc átalakítást foglaljon magában. 2025 áprilisában a 9750 és 9751 számú mozdonyokat az Amtrak új VII. fázisú festésében mutatták be.